# Cabiria
Cabiria (bra: Cabíria) é um filme mudo italiano dirigido por Giovanni Pastrone em 1914, ainda nos primeiros anos da indústria cinematográfica da Itália. Além de ser um clássico em si mesmo, também é notabilizado por ser o filme em que o personagem Maciste fez seu debut. O filme era vagamente inspirado em Salammbô, novela de Gustave Flaubert, e na História das Guerras Púnicas. O roteiro e as legendas foram escritas pelo famoso poeta Gabriele d'Annunzio. O filme fez grande sucesso e é considerado uma das maiores obras cinematográficas do cinema mudo italiano.

## Histórico
No inicio do século XX, a Itália era um dos maiores exportadores cinematográficos do mundo, graças à fácil aceitação dos filmes mudos nos diversos mercados e à aposta em grandes produções históricas que retratavam o glorioso passado de Roma. E se Quo Vadis, em 1913, foi, provavelmente, o primeiro longa-metragem histórico de proporções épicas, Cabiria, no ano seguinte, foi o exemplo máximo das extravagancias cinematográficas italianas. Produzido durante mais de 2 anos em diversos locais de Itália, Espanha, Suíça e Egito, e com a participação de mais de 6 mil figurantes, Cabiria custou 250 mil dólares, um valor astronômico para a época, resultando num grandioso espectáculo até então nunca visto.
Cabiria estreou a 18 de Abril de 1914 em Turim, num evento tão grandioso como o próprio filme, onde a música especialmente composta por Ildebrando Pizzetti foi interpretada por uma orquestra de 80 elementos, acompanhada por um coro de 70 vozes. Da mesma forma, a estreia do filme em Nova York foi também um evento especial, com a música sendo interpretada por uma orquestra sinfónica e um coro, e com a presença de personalidades conhecidas da época. Em cerca de 4 meses de exibição, Cabiria foi visto por mais de 500 mil pessoas, tornando-se um verdadeiro fenómeno de popularidade.
Cabiria ficou na história como o ponto alto de uma época de ouro do cinema italiano, mas também pelas suas inovações técnicas. Novas técnicas de luz permitiram dar ao filme mais profundidade e ambiente. Além disso, Pastrone não se limita a seguir a ação com a câmera, mas faz com que ela crie a ação e convide o espectador a entrar no filme. Estes movimentos, que na época ficaram conhecidos como os "movimentos Cabiria", e permitiram que o cinema se destacasse ainda mais da fotografia e do teatro e ganhasse um rumo próprio, tornando-se uma arte de pleno direito.
Outra área em que Cabiria viria a influenciar a história é a montagem, já que Pastrone filmou mais de 66 mil pés de película, tendo utilizado “apenas” 14.800, numa demonstração clara de que a montagem foi um elemento importante do processo cinematográfico.
A espectacularidade e as inovações técnicas de Cabiria alteraram a produção cinematográfica e influenciaram um vasto conjunto de realizadores, nomeadamente D. W. Griffith, que teria se inspirado em Cabiria para produzir Intolerância, onde tentou ultrapassar o filme italiano em grandeza e espectacularidade, levando ainda mais longe as inovações técnicas.
Em abril de 2014, exatamente 100 anos após o lançamento de Cabiria nos cinemas, o jornal O Estado de S. Paulo publicou uma longa reportagem em uma edição de domingo. O repórter viajou a Turim e lá produziu três textos e um vídeo como reportagem pelos 100 anos de Cabiria. A reportagem obteve do governo americano uma confirmação oficial e formal de que Cabiria foi, de fato, o primeiro filme com registro de ter sido exibido dentro da Casa Branca, em junho de 1914, para o então presidente Woodrow Wilson e sua família. O repórter do Estadão visitou o local onde originalmente foi levantado o cenário grandioso para o filme, na zona norte de Turim, onde hoje funciona um conjunto habitacional e um teatro.

## Argumento
O filme, com cerca de tres horas de duração, na versão original de 1914, está dividido em quatro partes:

### Primeira parte
Cabiria, menina de uma família romana, vive na Sicília com seu irmão Batto. Quando o Etna entra em erupção, a jovem e sua criada Croessa são salvas fugindo pelo mar.

### Segunda parte
Cabiria e Croessa são raptadas por piratas fenícios e vendidas como escravas ao sumo sacerdote Karthalo, no mercado de Cartago. Por defender a menina, Croessa é açoitada brutalmente e dada como morta. Cabiria espera para ser sacrificada ao deus Moloch quando é resgatada por Fulvio Axila, um nobre romano, e seu escravo, o gigante Maciste, depois destes serem avisados por Croessa, que sobreviveu à agressão.

### Terceira parte
Aníbal cruza os Alpes ao comando do exército cartaginés, enquanto os protagonistas são traídos pelos cartagineses, que conseguem capturar Maciste e Cabiria. Esta passa a servir à filha de Asdrúbal, Sofonisba, paixão de Massinissa, rei da Numídia, enquanto Maciste é preso a uma gigantesca pedra.

### Quarta parte
A frota romana é destruída em Siracusa. Passam-se os anos e Massinissa acaba destronado por Sífax, rei de Cirta, o que lhe leva a se aliar com Roma. Em Cartago, Sofonisba é dada em casamento a Sífax contra sua vontade. Fulvio, que tinha escapado, entra como espião em Cartago e consegue libertar a Maciste. Massinissa, à frente das tropas romanas, consegue entrar vitorioso em Cartago e liberta Cabiria. Sofonisba é reclamada como serva por Cipião, mas Massinissa lhe permite se suicidar ingerindo um veneno. Por fim, Fulvio e Cabiria conseguem reunir-se, ao mesmo tempo em que Roma vence definitivamente aos cartagineses.

## Restauração
Cabiria foi restaurado pelo Museo Nazionale del Cinema, de Turim, em associação com a PresTech Film Laboratories Ltd., de Londres. A versão sonorizada, com trilha sonora aplicada na própria película, tem 112 minutos. Já a versão integral conta com 195 minutos.
A restauração foi feita a partir de películas encontradas em diversas cidades e nos bens de Giovanni Pastrone.
Em 2006 a cópia restaurada do filme foi exibida no Brasil, durante a 30º Mostra de São Paulo.

## Elenco
- Carolina Catena     ...     Cabiria criança (como Catena)
- Lidia Quaranta    ...     Cabiria
- Gina Marangoni    ...     Croessa
- Dante Testa    ...     Karthalo
- Umberto Mozzato    ...     Fulvio 'Fulvius' Axilla
- Bartolomeo Pagano    ...     Maciste
- Raffaele di Napoli    ...     Bodastoret
- Emilio Vardannes    ...     Hannibal
- Edoardo Davesnes    ...     Asdrubal
- Italia Almirante-Manzini    ...     Sophonisba
- Alessandro Bernard    ...     Siface 'Syphax', Rei de Cirta
- Luigi Chellini    ...     Scipione 'Scipio'
- Vitale Di Stefano    ...     Massinissa
- Enrico Gemelli    ...     Arquimedes
- Ignazio Lupi    ...     Arbace